# إريك برمان
إريك برمان (بالسويدية: Erik "Jerka" Burman)‏ (6 ديسمبر 1897 في السويد - 31 مارس 1985 في السويد) هو لاعب هوكي الجليد ولاعب كرة قدم سويدي في مركز مهاجم ‏، شارك في الألعاب الأولمبية الصيفية 1920 والألعاب الأولمبية الشتوية 1924. ولعب مع نادي يورغوردينس.

## وصلات خارجية
- إريك برمان على موقع EliteProspects.com (الإنجليزية)
- إريك برمان على موقع Eurohockey.com (الإنجليزية)
- إريك برمان على موقع أوليمبيديا (الإنجليزية)
- إريك برمان على موقع اللجنة الأولمبية السويدية (السويدية)